# Melonpan
Melonpan (メロンパン meronpan?) eller melon pan (i Sverige översatt till melonbröd) är ett japanskt bakverk som till utseendet skall påminna om en cantaloupemelon. Den görs av två olika degar som kombineras. En vanlig söt vetedeg med jäst täckt med ett tunt lager kakdeg med smör och ägg.  
Melonpan är traditionellt inte smaksatt med melon, men på senare tid har flera tillverkare börjat tillsatta melon till degen. Bakverket görs också i flera varianter med till exempel krämer, choklad, karamell, lönnsirap eller vispad grädde. Melonpan är också populärt i Taiwan, Kina och Latinamerika. 

## Historia
Någon gång efter 1917 tog Okura Kihachiro med sig den armeniska bagaren Hovhannes (Ivan) Ghevenian Sagoyan till Tokyo från Harbin. Sagoyan arbetade på Imperial Hotel i Tokyo och uppfann där melonpan.